# Grimmia basaltica
Grimmia basaltica là một loài Rêu trong họ Grimmiaceae. Loài này được Mitt. mô tả khoa học đầu tiên năm 1867.